# تیوکان
تیوکان (به لاتین: Tyukan) یک منطقهٔ مسکونی در روسیه است که در استان آمور واقع شده‌است.